# پرتالگره
پُرتالِگره (به پرتغالی: Portalegre) یکی از شهرهای کشور پرتغال است.
جمعیت این شهر ۱۵۲۳۸ نفر و جمعیت حوزی شهرداری (بخش) آن ۲۴۷۵۶ نفر است.
نام پرتالگره از واژه‌های لاتین Portus Alacer به معنی «دروازه شاد» آمده.

## نگارخانه

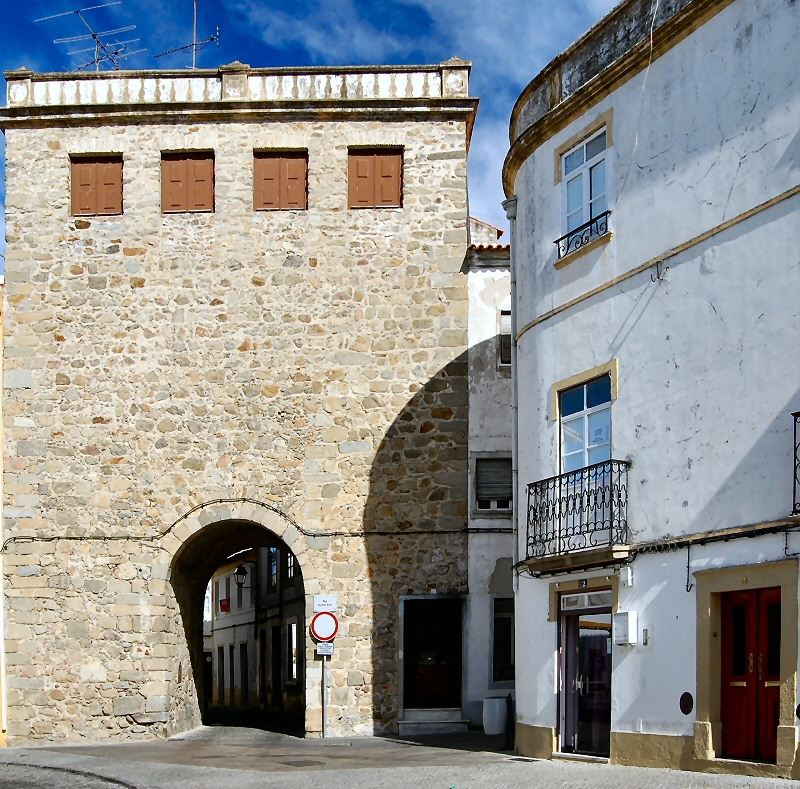
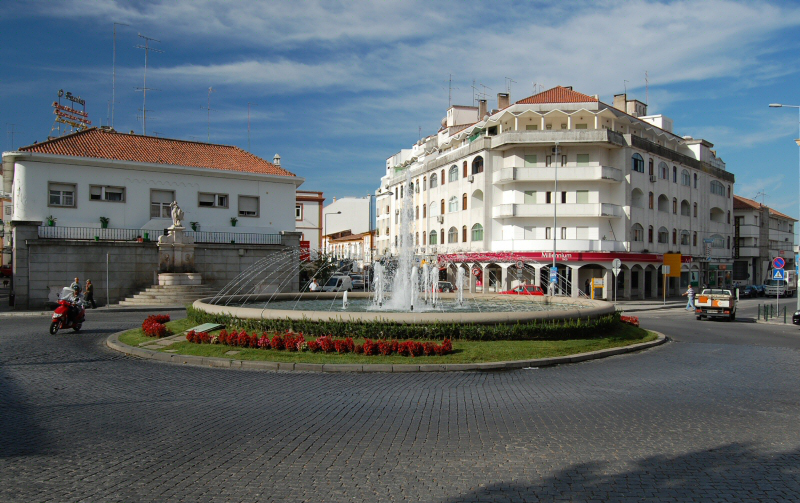
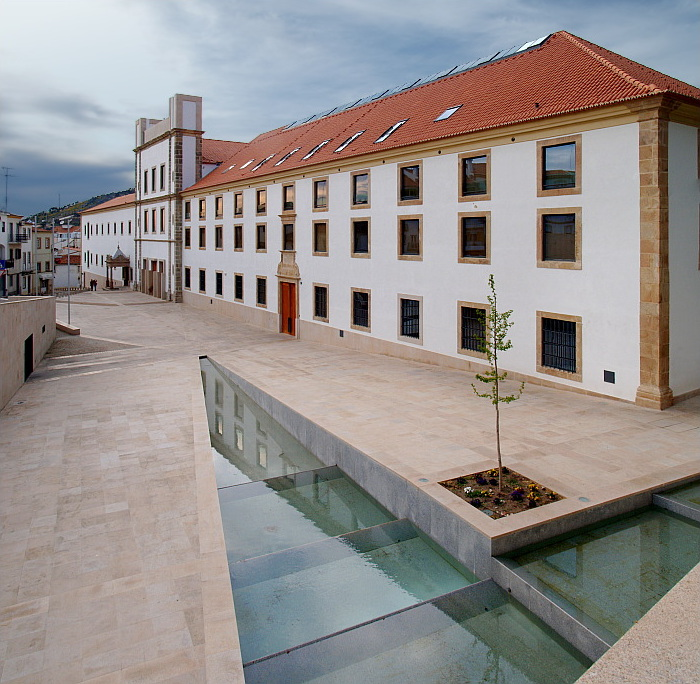
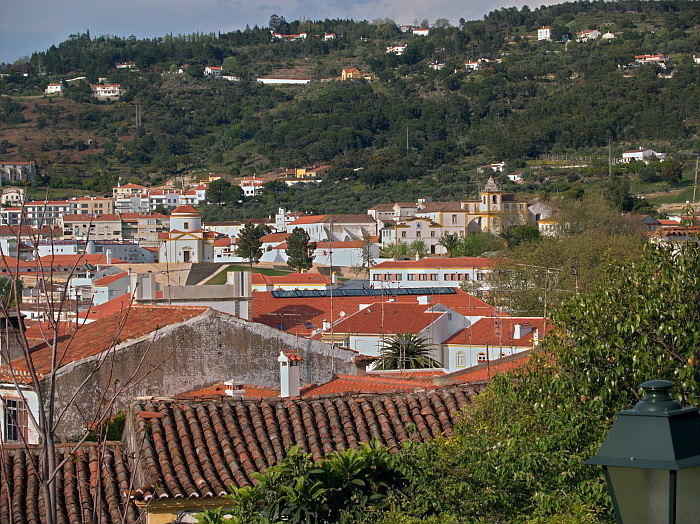
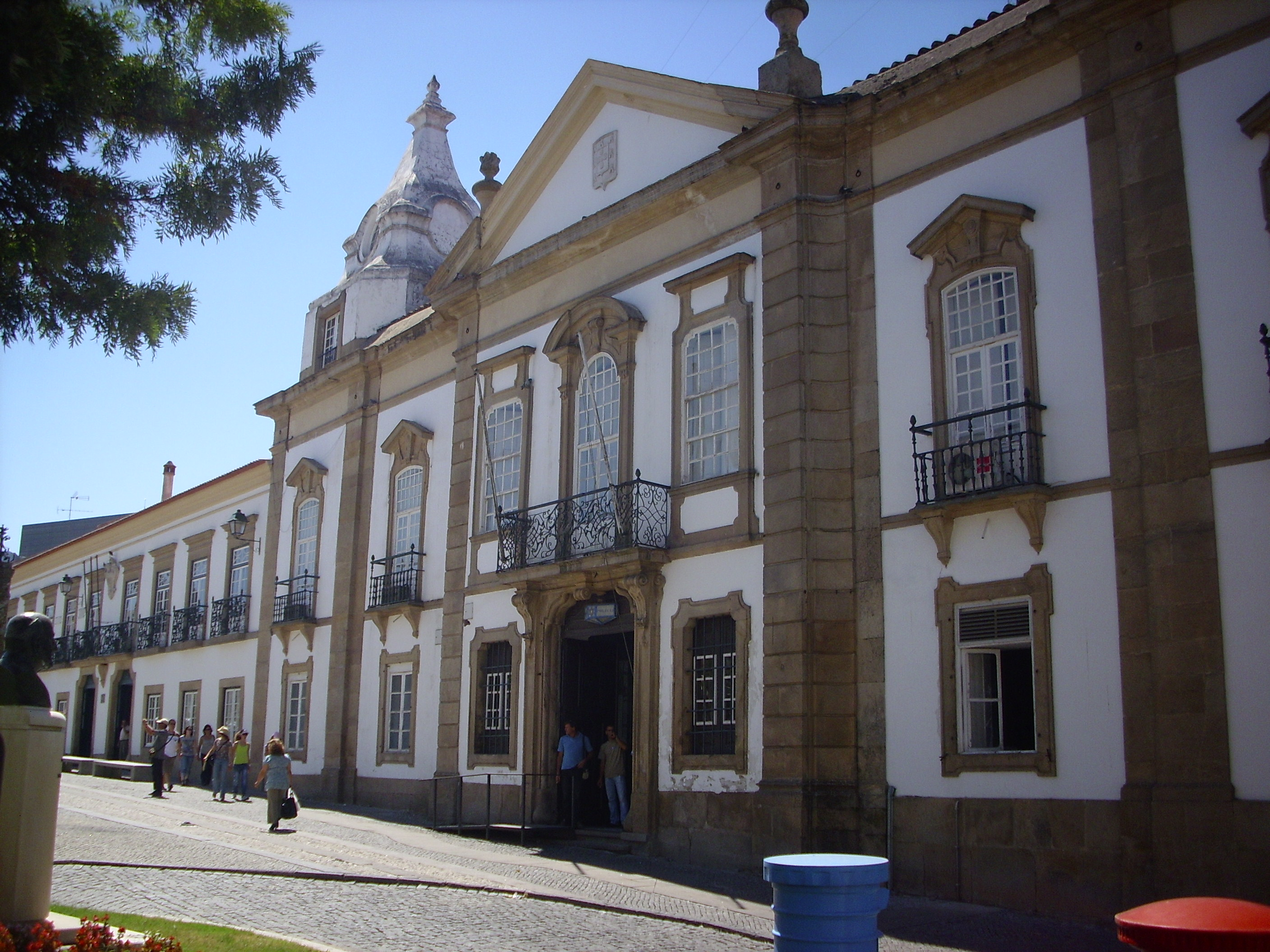
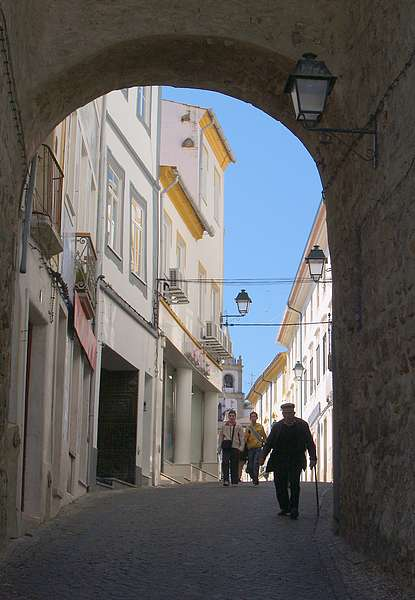